# トウシンマカオ
トウシンマカオ（欧字名:Toshin Macau 香:濠城、2019年5月1日 - ）は、日本の競走馬。主な勝ち鞍は2022年・2023年の京阪杯連覇、2024年のオーシャンステークス、セントウルステークス、2025年の京王杯スプリングカップ。
馬名の意味は、冠名＋地名。

## 戦績

### 2歳（2021年）
2021年8月29日、新潟競馬場5レースの2歳新馬戦（芝1600m）で鞍上戸崎圭太にてデビューし勝利。次走は重賞初挑戦で11月6日の京王杯2歳ステークスに出走。前を走るキングエルメスを捉えきれなかったものの、0.2秒差の2着に好走した。GI初出走となった12月19日の朝日杯フューチュリティステークスは直線で伸びきれず、ドウデュースの6着に敗北。

### 3歳（2022年）
1月29日のクロッカスステークスより始動し勝利。3月19日のファルコンステークスは重賞では初めて単勝1番人気に支持されたが、直線で伸びきれず5着に敗れた。5月8日のNHKマイルカップは8着に沈む。8月28日のキーンランドカップはデビュー以来主戦を務めていた戸崎圭太から川田将雅に乗り替わり、再び単勝1番人気に支持されたが、ヴェントヴォーチェの4着に終わった。10月9日のオパールステークスは鮫島克駿に乗り替わり、中団後方から鋭い末脚で先行各馬を差し切りシーズン2勝目、通算3勝目を挙げた。
11月27日に阪神競馬場で行われた京阪杯（GIII）に出走。1番人気で迎えたレースでは好位後ろでレースを進め、先に抜け出した10番人気キルロードをゴール前で差し切りこれに1馬身1/4差をつけ優勝。重賞初制覇を果たした。鞍上の鮫島克駿は「もう少し内枠が欲しかったけど、リカバリーできるスタートダッシュと位置を取れる力もあった。強かったと思います。当たり前に1番人気になれる力はあると自分が一番思っていたし、プレッシャーもなかったです。まだ3歳でスプリント路線に転向してからはいい競馬ができているし、来年のスプリント戦線をにぎわしてくれる一頭であるのは間違いないと思います」と期待を寄せた。管理する高柳調教師は「若い頃からずっと1200メートルが一番いいと思っていました。きょうの外枠はどうかなと思っていましたが、ジョッキーがうまく乗ってくれましたね」とコメントした。

## 競走成績
以下の内容は、JBISサーチおよびnetkeiba.comに基づく。
| 競走日     | 競馬場 | 競走名          | 格   | 距離（馬場）  | 頭 数 | 枠 番 | 馬 番 | オッズ （人気） | 着順 | タイム （上り3F） | 着差 | 騎手        | 斤量 [kg] | 1着馬（2着馬）         | 馬体重 [kg] |
| ---------- | ------ | --------------- | ---- | ------------- | ----- | ----- | ----- | --------------- | ---- | ----------------- | ---- | ----------- | --------- | ---------------------- | ----------- |
| 2021.08.29 | 新潟   | 2歳新馬         |      | 芝1600m（良） | 18    | 3     | 5     | 006.00（2人）   | 01着 | R1:35.3（34.8）   | -0.2 | 0戸崎圭太   | 54        | （マグマオーシャン）   | 446         |
| 0000.11.06 | 東京   | 京王杯2歳S      | GII  | 芝1400m（良） | 14    | 5     | 8     | 007.90（4人）   | 02着 | R1:21.5（34.0）   | -0.2 | 0戸崎圭太   | 55        | キングエルメス         | 452         |
| 0000.12.19 | 阪神   | 朝日杯FS        | GI   | 芝1600m（良） | 15    | 7     | 12    | 046.90（9人）   | 06着 | R1:34.0（35.4）   | -0.5 | 0戸崎圭太   | 55        | ドウデュース           | 450         |
| 2022.01.29 | 東京   | クロッカスS     | L    | 芝1400m（良） | 9     | 6     | 6     | 002.10（1人）   | 01着 | R1:21.8（33.1）   | -0.2 | 0戸崎圭太   | 56        | （プルパレイ）         | 450         |
| 0000.03.19 | 中京   | ファルコンS     | GIII | 芝1400m（稍） | 18    | 4     | 8     | 003.80（1人）   | 05着 | R1:21.5（36.7）   | -0.6 | 0戸崎圭太   | 57        | プルパレイ             | 452         |
| 0000.05.08 | 東京   | NHKマイルC      | GI   | 芝1600m（良） | 18    | 3     | 6     | 032.2（11人）   | 08着 | R1:33.1（35.7）   | -0.8 | 0戸崎圭太   | 57        | ダノンスコーピオン     | 448         |
| 0000.08.28 | 札幌   | キーンランドC   | GIII | 芝1200m（良） | 15    | 8     | 16    | 003.80（1人）   | 04着 | R1:09.5（34.5）   | -0.4 | 0川田将雅   | 53        | ヴェントヴォーチェ     | 452         |
| 0000.10.09 | 阪神   | オパールS       | L    | 芝1200m（稍） | 16    | 8     | 16    | 005.80（3人）   | 01着 | R1:08.6（34.0）   | -0.3 | 0鮫島克駿   | 54        | （サンライズオネスト） | 454         |
| 0000.11.27 | 阪神   | 京阪杯          | GIII | 芝1200m（良） | 16    | 7     | 14    | 003.80（1人）   | 01着 | R1:07.2（33.0）   | -0.2 | 0鮫島克駿   | 55        | （キルロード）         | 454         |
| 2023.01.29 | 中京   | シルクロードS   | GIII | 芝1200m（良） | 15    | 8     | 15    | 005.80（3人）   | 04着 | R1:07.8（33.2）   | -0.5 | 0鮫島克駿   | 58.5      | ナムラクレア           | 466         |
| 0000.03.26 | 中京   | 高松宮記念      | GI   | 芝1200m（不） | 18    | 7     | 14    | 007.90（5人）   | 15着 | R1:13.0（36.3）   | -1.5 | 0鮫島克駿   | 58        | ファストフォース       | 462         |
| 0000.06.11 | 函館   | 函館スプリントS | GIII | 芝1200m（良） | 16    | 1     | 1     | 003.30（1人）   | 03着 | R1:08.5（35.2）   | -0.3 | 0鮫島克駿   | 58        | キミワクイーン         | 466         |
| 0000.08.27 | 札幌   | キーンランドC   | GIII | 芝1200m（重） | 16    | 6     | 12    | 006.60（2人）   | 03着 | R1:10.1（35.5）   | -0.2 | 0鮫島克駿   | 57        | ナムラクレア           | 472         |
| 0000.10.28 | 京都   | スワンS         | GII  | 芝1400m（良） | 18    | 2     | 4     | 008.40（4人）   | 09着 | R1:20.6（35.2）   | -0.7 | 0横山和生   | 57        | ウイングレイテスト     | 464         |
| 0000.11.26 | 京都   | 京阪杯          | GIII | 芝1200m（良） | 18    | 8     | 17    | 007.20（4人）   | 01着 | R1:07.4（32.7）   | -0.3 | 0菅原明良   | 58        | （ルガル）             | 468         |
| 2024.03.02 | 中山   | オーシャンS     | GIII | 芝1200m（稍） | 16    | 8     | 15    | 003.30（1人）   | 01着 | R1:08.0（34.2）   | -0.2 | 0横山武史   | 57        | （ビックシーザー）     | 480         |
| 0000.03.24 | 中京   | 高松宮記念      | GI   | 芝1200m（重） | 18    | 3     | 5     | 008.40（4人）   | 06着 | R1:09.7（34.2）   | -0.8 | 0C.ルメール | 58        | マッドクール           | 478         |
| 0000.05.11 | 東京   | 京王杯SC        | GII  | 芝1400m（良） | 15    | 1     | 1     | 004.20（3人）   | 06着 | R1:20.2（33.6）   | -0.5 | 0菅原明良   | 57        | ウインマーベル         | 480         |
| 0000.09.08 | 中京   | セントウルS     | GII  | 芝1200m（良） | 18    | 8     | 17    | 006.40（2人）   | 01着 | R1:07.7（33.1）   | -0.1 | 0菅原明良   | 57        | （ママコチャ）         | 474         |
| 0000.09.29 | 中山   | スプリンターズS | GI   | 芝1200m（良） | 16    | 1     | 2     | 009.60（5人）   | 02着 | R1:07.0（33.5）   | -0.0 | 0菅原明良   | 58        | ルガル                 | 478         |
| 0000.12.08 | 沙田   | 香港スプリント  | G1   | 芝1200m（良） | 14    |       | 8     | 013.90（4人）   | 09着 | R1:08.9           | -0.8 | 0菅原明良   | 57        | Ka Ying Rising         | 475         |
| 2025.03.30 | 中京   | 高松宮記念      | GI   | 芝1200m（良） | 18    | 6     | 12    | 007.30（5人）   | 04着 | R1:08.3（33.8）   | -0.4 | 0横山武史   | 58        | サトノレーヴ           | 480         |
| 0000.05.03 | 東京   | 京王杯SC        | GII  | 芝1400m（良） | 12    | 7     | 9     | 004.10（2人）   | 01着 | RR1:18.3（32.6）  | -0.2 | 0横山武史   | 58        | （ママコチャ）         | 486         |

- タイム欄のRはレコード勝ちを示す。
- 競走成績は2025年5月3日現在

## 血統表
| トウシンマカオの血統          | トウシンマカオの血統                                                       | トウシンマカオの血統                                                       | （血統表の出典）                                                           | （血統表の出典）  |
| 父系                          | テスコボーイ系                                                             | テスコボーイ系                                                             | テスコボーイ系                                                             | [ § 2 ]           |
| 父 ビッグアーサー 2011 鹿毛   | 父の父サクラバクシンオー 1989 鹿毛                                         | サクラユタカオー                                                           | *テスコボーイ                                                              | *テスコボーイ     |
| 父 ビッグアーサー 2011 鹿毛   | 父の父サクラバクシンオー 1989 鹿毛                                         | サクラユタカオー                                                           | アンジェリカ                                                               |                   |
| 父 ビッグアーサー 2011 鹿毛   | 父の父サクラバクシンオー 1989 鹿毛                                         | サクラハゴロモ                                                             | *ノーザンテースト                                                          | *ノーザンテースト |
| 父 ビッグアーサー 2011 鹿毛   | 父の父サクラバクシンオー 1989 鹿毛                                         | サクラハゴロモ                                                             | *クリアアンバー                                                            |                   |
| 父 ビッグアーサー 2011 鹿毛   | 父の母*シヤボナ Siyabona 2005 鹿毛                                         | Kingmambo                                                                  | Mr. Prospector                                                             | Mr. Prospector    |
| 父 ビッグアーサー 2011 鹿毛   | 父の母*シヤボナ Siyabona 2005 鹿毛                                         | Kingmambo                                                                  | Miesque                                                                    |                   |
| 父 ビッグアーサー 2011 鹿毛   | 父の母*シヤボナ Siyabona 2005 鹿毛                                         | Relish                                                                     | Sadler's Wells                                                             | Sadler's Wells    |
| 父 ビッグアーサー 2011 鹿毛   | 父の母*シヤボナ Siyabona 2005 鹿毛                                         | Relish                                                                     | Reloy                                                                      |                   |
| 母 ユキノマーメイド 2003 栗毛 | 母の父スペシャルウィーク 1995 黒鹿毛                                       | *サンデーサイレンス                                                        | Halo                                                                       | Halo              |
| 母 ユキノマーメイド 2003 栗毛 | 母の父スペシャルウィーク 1995 黒鹿毛                                       | *サンデーサイレンス                                                        | Wishing Well                                                               |                   |
| 母 ユキノマーメイド 2003 栗毛 | 母の父スペシャルウィーク 1995 黒鹿毛                                       | キャンペンガール                                                           | *マルゼンスキー                                                            | *マルゼンスキー   |
| 母 ユキノマーメイド 2003 栗毛 | 母の父スペシャルウィーク 1995 黒鹿毛                                       | キャンペンガール                                                           | レディーシラオキ                                                           |                   |
| 母 ユキノマーメイド 2003 栗毛 | 母の母*サスペンスクイーン 1991 栗毛                                        | Woodman                                                                    | Mr. Prospector                                                             | Mr. Prospector    |
| 母 ユキノマーメイド 2003 栗毛 | 母の母*サスペンスクイーン 1991 栗毛                                        | Woodman                                                                    | *プレイメイト                                                              |                   |
| 母 ユキノマーメイド 2003 栗毛 | 母の母*サスペンスクイーン 1991 栗毛                                        | Crystal Cup                                                                | Nijinsky                                                                   | Nijinsky          |
| 母 ユキノマーメイド 2003 栗毛 | 母の母*サスペンスクイーン 1991 栗毛                                        | Crystal Cup                                                                | Rose Bowl                                                                  |                   |
| 母系(F-No.)                   | (FN:4-i)                                                                   | (FN:4-i)                                                                   | (FN:4-i)                                                                   | [ § 3 ]           |
| 5代内の近親交配               | Mr. Prospector 4×4=12.50%、Nijinsky 5×4=9.38%、Northern Dancer 5･5×5=9.38% | Mr. Prospector 4×4=12.50%、Nijinsky 5×4=9.38%、Northern Dancer 5･5×5=9.38% | Mr. Prospector 4×4=12.50%、Nijinsky 5×4=9.38%、Northern Dancer 5･5×5=9.38% | [ § 4 ]           |
| 出典                          | 1. 2. 3. 4.                                                                | 1. 2. 3. 4.                                                                | 1. 2. 3. 4.                                                                | 1. 2. 3. 4.       |

### 主な近親
- 5代母Roseliereは1968年のディアヌ賞及びヴェルメイユ賞優勝の仏二冠牝馬。[14]

- 4代母Rose Bowlは1975年の英G1チャンピオンステークス優勝馬。[15]
- Rose Bowlの半弟に1978年のキングジョージ6世&クイーンエリザベスステークス(英G1)と1979年のコロネーションカップ(英G1)優勝馬で、全欧3歳牡馬チャンピオンと最優秀古馬牡馬に選ばれたイルドブルボンがいる。[16]
- そのほかRose Bowlには半姉にクロエ賞(仏G3)優勝馬Rose Bed。半妹にアシーニアH(米G3)優勝馬のRose Crescentがいる。[16]
- 3代母Crystal Cupの半弟にグラッドネスステークス(愛G3)優勝馬で日本でも種牡馬となっていたローズリーフII[17]、ウッドメモリアルステークス(米G1)3着馬で種牡馬のRokeby[18]。全姉Browserの産駒にアシーニアH(米G3)優勝馬のHigh Browser[19]。半姉Golden Bowlの産駒にエクスビュリ賞(仏G3)優勝馬のNero Zilzal[20]や伊2000ギニー(伊G1)2着馬で種牡馬のGolden Mintage[21]などがいる。そのほかGolden Bowlの子孫にはタツゴウゲキ（小倉記念、新潟記念）がいる。
- 2代母サスペンスクイーンの半弟で本馬の大叔父にスプリントカップ(英G1)優勝馬のIktamalがいる。そのほかサスペンスクイーンの兄弟には1993年のアーカンソーダービー(米G2)優勝馬のRockamundoやコンセイユドパリ賞(仏G2)優勝馬のFirst Magnitudeがいる。[22]
- 本馬の半兄に都大路ステークス(L)などJRAオープン戦2勝、2020年マイラーズカップ2着のベステンダンクがいる。[23]